# 原正次
原 正次（はら まさつぐ、1956年7月20日 - ）は日本のジュエリーデザイナー。
日本人で初めてパリ・オートクチュール・コレクションにてジャン・ルイ・シェレルのジュエリー部門のデザインをした。

## 経歴
- 1956年 - 静岡県沼津市に生まれる。
- 1978年 - 大阪芸術大学 絵画科（油絵選考専攻）を卒業。
- 1980年 - 日本ジュエリーアカデミー彫金科 を卒業。
- 1982年 - 静岡県沼津市にて、「ジュエルカラッチ」を開業。
- 1997年 - 第8回国際宝飾展（IJT）にて、オリジナルジュエリーコレクションを発表。
- 1998年 - アメリカ・ニューヨークにて、「JA New York」へ出展。
- 2000年 - 東京・銀座にて、ショールーム＆サロン『CESTA DI KARATI』をオープン。
- 2003年 - パリ・オートクチュール・コレクションにジャン・ルイ・シェレルのジュエリー部門のデザイナーとして初参加 [1]。この年にパリ・オートクチュール・コレクションへ2回参加。
- 2004年 - 同様にパリ・オートクチュール・コレクションにジャン・ルイ・シェレルのジュエリー部門のデザイナーとして3回目、4回目の参加。
- 2006年 - フランス・パリにて、海外第１号となる直営店「 KARATI 」をオープン[2]。
- 2009年 - カタール・ドーハにて、宝石時計展示会へ初出展[3]。
- 2010年 - カタール・ドーハにて、宝石時計展示会へ2度目の出展[4]。

## デザインの特徴
代表作は、人間工学に基づき、指に沿うよう楕円形に設計された<APIリング>である。これは構造上の特許を取得している。